# Voyager (band)
Voyager is een Australische band.

## Biografie
De band werd in 1999 opgericht door drummer Adam Lovkis, toetsenist Mark Baker en zanger en toetsenist Daniel Estrin. Doorheen de jaren veranderde de samenstelling van de groep regelmatig. In 2004 bracht Voyager een eerste album uit, Element V. In 2022 nam de groep deel aan Eurovision – Australia Decides, de Australische preselectie voor het Eurovisiesongfestival. Met het nummer Dreamer eindigde het als tweede. Een jaar later werd Voyager intern geselecteerd om met Promise Australië te vertegenwoordigen op het Eurovisiesongfestival 2023 in het Britse Liverpool.